# Шпакі (Підляське воєводство)
Шпакі (пол. Szpaki) — село в Польщі, у гміні Вишки Більського повіту Підляського воєводства.
Населення — 65 осіб (2011).
У 1975-1998 роках село належало до Білостоцького воєводства.

## Демографія
Демографічна структура станом на 31 березня 2011 року:
|          | Загалом | Допрацездатний вік | Працездатний вік | Постпрацездатний вік |
| -------- | ------- | ------------------ | ---------------- | -------------------- |
| Чоловіки | 31      | 9                  | 15               | 7                    |
| Жінки    | 34      | 10                 | 15               | 9                    |
| Разом    | 65      | 19                 | 30               | 16                   |